# 永田秀次郎
永田 秀次郎（ながた ひでじろう、1876年（明治9年）7月23日 - 1943年（昭和18年）9月17日）は、明治から昭和にかけて活躍した日本の官僚、政治家、俳人、随筆家。第18代官選三重県知事、第8代・第14代東京市長、第4代拓殖大学学長、貴族院勅選議員。廣田内閣の拓務大臣、阿部内閣の鉄道大臣を歴任。俳名・筆名は永田 青嵐（ながた せいらん）で、多くの著書や句集を残している。
長男は自由民主党衆議院議員の永田亮一。

## 来歴
兵庫県三原郡長田村（町村制後：倭文村、現：南あわじ市倭文長田）に永田実太郎の次男として出生。弟に京都市土木局長、横浜市電気局長を務めた永田兵三郎がいる。
姫路中学校、第三高等学校（現在の京都大学の前身の一つ）を卒業。
内務省官僚を務めた後、第8・14代東京市長（1923年 - 1924年、1930年 - 1933年）、貴族院議員を歴任。関東大震災では市長として復興に尽力。赤尾敏の主宰する国家主義団体「建国会」の顧問の一人となり、同会が提唱した建国祭の準備委員長、拓殖大学第4代学長を務めた。
1932年のロサンゼルスオリンピックで女子平泳ぎ200mで銀メダルを獲得した前畑秀子に「なぜ金メダルを取れなかった」と言った。前畑は水泳を引退するつもりだったが、永田の言葉もあり現役続行を決意。4年後のベルリンオリンピックで金メダルを取ることになる。当時、永田は東京市長としてベルリンの次の1940年（昭和15年）のオリンピックを東京に誘致しようと熱心だった。そのためには女子の金メダリストがいれば有利だと考えていたという。
戦中は陸軍の軍政顧問としてフィリピンに滞在したが、マラリアに罹患して帰国している。
満67歳で死去。辞世は「震災忌我に古りゆく月日かな」。墓所は高野山奥の院。
2021年10月、ドキュメンタリー映画『幻の東京オリンピック招致の立役者- 永田秀次郎-』が公開された。

## 人物
大変な釣り好きとしても知られる。また、日本サッカー協会（当時は大日本蹴球協会）創立時の賛助者として名を連ねている。
三高時代から高浜虚子と親交があり、詩歌を嗜んだ。
後藤新平東京市長の下で（第一）助役を務めた際には、後藤から同じ助役の池田宏・前田多門と合わせ「畳」と称され厚く信頼された。
東京市教育養成所の入学試験の質問を読んだ当時の市会議長だった桐島像一が試験の二、三日後に問題を取り上げ「皆さん、銀ぶらって何かご存じですか」と市の職員に聞いた際、助役だった永田は暫く考えた後に「銀時計をぶら下げることだろう」と答えた。大正十年九月二十五日の東京日日新聞のゴシップ欄は池田助役、そんなことでは東京の助役はつとまらないよ、と結んでいる。

## 主な職歴
- 旧制洲本中学校第3代校長（1902年11月[20] - 1904年9月、26歳で就任）
- 大分県視学官（1904年9月 - ）
- 京都府警察部長（1913年11月 - ）[21]
- 官選三重県知事（1916年4月[22] - 同年10月）
- 内務省警保局長（1916年10月[23] - 1918年10月）
- 東京市助役（1920年12月22日 - 1923年5月29日）
- 東京市長（1923年5月29日 - 1924年9月8日、1930年5月30日 - 1933年1月25日）
- 拓殖大学学長（1929年5月 - 1943年9月）[24]
- 貴族院勅選議員（1918年9月21日[25] - 1943年9月17日）
- 選挙粛正中央連盟理事長（1936年[1]）
- 拓務大臣（廣田内閣、1936年3月9日[26] - 1937年2月2日）
- 鉄道大臣（阿部内閣、1939年11月29日[27][28] - 1940年1月14日）

## 著書・関連書

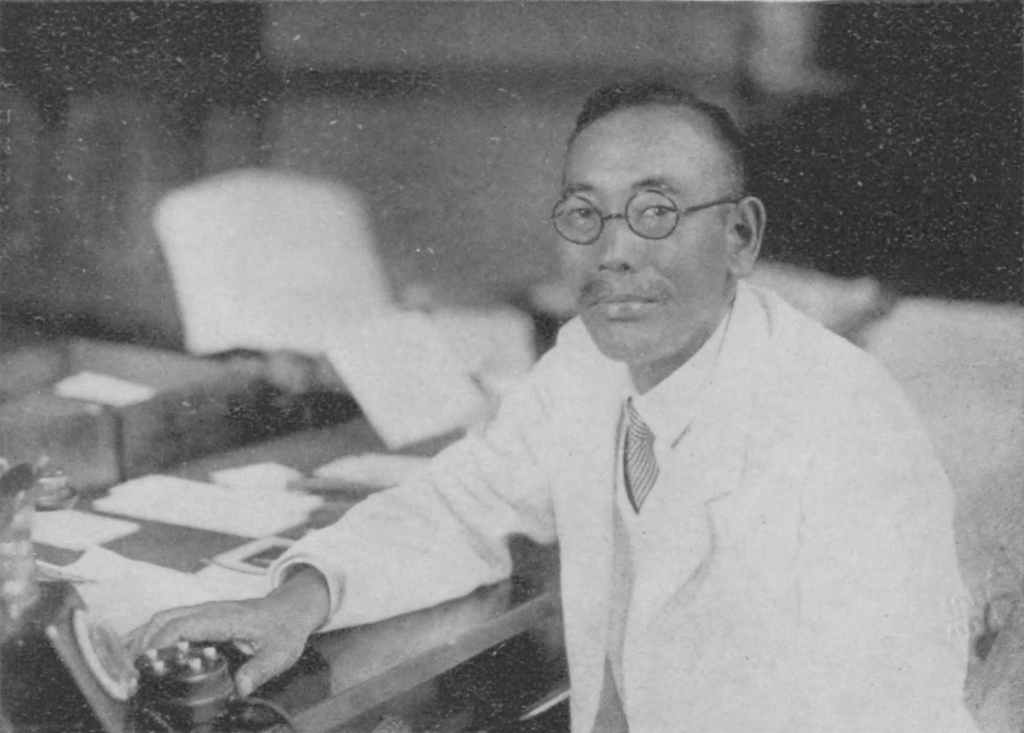
昭和5年出版の著書『梅白し 青嵐随筆』より

永田秀次郎 名義
- 『浪人となりて』耕文堂、1919年。 NCID BN09178765。2018年6月16日閲覧。
- 『我愛する偉人 : 諸葛孔明』敬文館、1920年。 NCID BA35137683。2018年6月16日閲覧。
- 『高所より觀る』實業之日本社、1930年。 NCID BA40848705。2018年6月16日閲覧。
- 『日本の前進』新潮社、1939年。 NCID BN05574159。2018年6月16日閲覧。
- 『永田秀次郎選集』 14巻、潮文閣〈精神文化全集〉、1942年。 NCID BA44487449。

永田青嵐 名義
- 『梅白し : 青嵐随筆』実業之日本社、1931年。 NCID BA33931682。
- 『青嵐随筆九十五点主義』実業之日本社、1935年。 NCID BN0917889X。2018年6月16日閲覧。
- 「子規の印象」『子規言行録』河東碧梧桐 [編]、大洋社出版部, 政教社、1936年、609-612（コマ番号317-319）頁。 NCID BN14885648。2018年6月16日閲覧。 — 1993年に復刻版刊行[29]
- 『永田青嵐句集』新樹社、1958年。 NCID BN14515944。
- わたなべ じゅんこ [編著]、大阪俳句史研究会 [編]『永田青嵐句集』明治編 5、ふらんす堂〈大阪の俳句〉、2009年。ISBN 978-4781401386。 NCID BA90476792。

## 栄典
位階
- 1943年（昭和18年）9月17日 - 正三位[30]

勲章
- 1916年（大正5年）1月19日 - 勲四等旭日小綬章[31]
- 1920年（大正9年）11月1日 - 勲三等瑞宝章[32]

## 関連作品
テレビドラマ
- 『前畑がんばれ』（NHK、1991年、演：丹波哲郎）
- 『いだてん〜東京オリムピック噺〜』（NHK大河ドラマ、2019年、演：イッセー尾形）

映画
- 『幻の東京オリンピック招致の立役者- 永田秀次郎-』（ドキュメンタリー映画、2021年）[12][13]。